# 18 Wheels of Steel
18 Wheels of Steel (soms afgekort tot 18 WoS) is een reeks van truckingsimulatoren gepubliceerd door ValuSoft en ontwikkeld door SCS Software. De serie heeft momenteel zeven delen. Hoewel het een budgetuitgave is, worden de series opmerkelijk veel verkocht.

## 18 Wheels of Steel Across America
Deze versie heeft veel gelijkenis met Hard Truck: 18 Wheels of Steel behalve een grafische verbetering, toevoeging van nieuwe vrachtwagens en goederen en een map die gebruikers toelaat over het hele Amerikaanse continent te reizen door 20 steden. Kies uit 17 motorwagens en meer dan 30 opleggers.
Het spel focust zich op het afleveren van goederen. In tegenstelling tot Hard Truck: 18 Wheels of Steel is de slaapteller verwijderd uit de simulatie. Er is een verbeterd verkeersmodel, inclusief vliegtuigen, helikopters en treinen met authentiek geluid.

## 18 Wheels of Steel: Pedal to the Metal
In deze versie, uitgebracht met 30 steden in 2004, kan de speler reizen door heel de Verenigde Staten, op dezelfde manier als het noorden van Mexico en het zuiden van Canada.
De slaapteller is terug in deze versie. Er is een verbeterd verkeersmodel. 18 Wheels of Steel: Pedal to the Metal maakt gebruik van OpenGL, dat problemen veroorzaakt op sommige systemen.

## 18 Wheels of Steel: Convoy
In deze verbeterde versie kan men reizen door de Verenigde Staten, alsook het zuiden van Canada, hoewel het afwijkt van 18 Wheels of Steel: Pedal to the Metal doordat Mexicaanse steden niet aanwezig zijn. Men kan reizen door meer dan 30 steden en kiezen uit meer dan 35 motorwagens, meer dan 45 typen goederen en meer dan 47 opleggers.
Grafisch zijn er verregaande verbeteringen doorgevoerd in deze versie. Bestuurders zijn zichtbaar in voertuigen. Echter, andere grafische eigenschappen zoals dynamische dashboardtellers zijn vervangen door simpele afbeeldingen.

## 18 Wheels of Steel: Haulin'
Deze versie voegt meer steden toe en is grafisch realistischer, maar Mexico is in deze versie verdwenen, zoals in Convoy. De mogelijkheid speciale muziek te gebruiken en het spel op te slaan tijdens leveringen was ook toegevoegd. Kies uit meer dan 35 motorwagens, meer dan 45 typen goederen en meer dan 47 opleggers.
Het spel benodigt een erg krachtige computer om goed te werken met bijbehorende snelle grafische kaart. 18 Wheels of Steel: Haulin' is mogelijk een van de meest realistische vrachtwagenspellen op de markt.

## 18 Wheels of Steel: Extreme Trucker
Deze nieuwste versie is compleet anders dan de vorige delen. In deze versie rijdt de speler niet meer in de Verenigde Staten. In plaats daarvan is het mogelijk om in 3 extreme gebieden te rijden. Het gaat hier om een gebied in Noordwest-Canada (Tuktoyaktuk Winter Road), Australië (Australian Outback) en Bolivia (Yungas Road). Deze versie van 18 Wheels of steel is bedoeld om te rijden in extreme gebieden, onder extreme omstandigheden en met extreme vrachtladingen. Ook hier kan men door het ijs zakken.

## 18 Wheels of Steel: Extreme Trucker 2
Extreme trucker 2 is bijna exact deel 1. Alleen is er de mogelijkheid om in 2 nieuwe gebieden te rijden: Bangladesh en Montana. Verder is er weer mogelijkheid om te tanken en een betere besturing van de trucks. De andere 3 landschappen zijn er ook gewoon, alleen realistischer. De bedoeling is hetzelfde; de speler moet zichzelf in het gebied de King Of The Road noemen.